# Leistungspotenzial (Wirtschaft)
Als Leistungspotenzial wird in der Betriebswirtschaftslehre die Bereitschaft und Fähigkeit eines Dienstleisters zur Erbringung einer Dienstleistung verstanden.
In der Produktionswirtschaft entspricht das Leistungspotenzial der Kapazität von Betrieben. Diese verfügen über Produktionsfaktoren, von denen die Potenzialfaktoren Betriebsmittel und Arbeit für einen dauerhaften Produktionsprozess bereitstehen und die Repetierfaktoren (Rohstoffe, Material usw.) für jeden Produktionsprozess erneuert werden müssen. Charakteristisch ist im Dienstleistungssektor einerseits die Organisation einer Leistungsbereitschaft und andererseits die Existenz des externen Produktionsfaktors, der durch Kunden, Dritte und/oder deren Wirtschaftsobjekte repräsentiert wird. In der Praxis bringt beispielsweise der Kunde sein Kraftfahrzeug in die Kfz-Werkstatt zur Reparatur, wodurch er zum Koproduzenten der Dienstleistung wird. In diesem Fall bilden der Kunde und sein Kraftfahrzeug (Wirtschaftsobjekt) den externen Faktor. 

## Merkmale des Leistungspotenzials
Die Merkmale des Leistungspotenzials lassen sich wie folgt charakterisieren:
- Leistung: Ergebnis des Produktionsprozesses von Gütern oder/und Dienstleistungen;
- Leistungspotenzial: Gesamtheit möglicher Leistungen;
- Hauptleistung: Kerngeschäft zur Auslösung des Umsatzprozesses;
- Vorleistungen: Alle Güter/Dienstleistungen, die von Lieferanten zur Produktion beschafft werden;
- Zusatzleistungen: Leistungen zur Schaffung der Verwendungsfähigkeit (Montage, Schulung, Lieferservice);
- Nebenleistungen: Erhöhung der Verwendungsfähigkeit (im engeren Sinne: Kulanzleistungen wie „Lieferung frei Haus“; im weiteren Sinne: Produktzugaben wie z. B. das Kochbuch zum Herd);
- Folgeleistungen: Erhaltung der Einsatzfähigkeit (Wartung, Reparatur, Ersatzteilbereitstellung);
- Sonderleistungen: Diese stehen in keinem direkten Bezug zur Hauptleistung (z. B. Kindergarten im Kaufhaus).

Zusatzleistungen, Nebenleistungen, Folgeleistungen und Sonderleistungen werden auch als Sekundärleistungen bezeichnet.

## Determination
Beim Leistungspotenzial handelt es sich um alle Produktionsfaktoren, die einem Anbieter langfristig zur Verfügung stehen und über die er selbständig disponieren kann. Das eigentliche Leistungspotenzial ist die „Vorkombination von internen Produktionsfaktoren zur Erstellung von Leistungsbereitschaft“. Die Durchführung der Vorkombinationsprozesse erfolgt nicht aufgrund eines vorhandenen Kundenauftrags, sondern lediglich aufgrund „spekulativer“ – also erwarteter – Kundenbedürfnisse. Input sind die internen Produktionsfaktoren, Throughput die autonome Vorkombination, Output die hieraus entstandene Leistungsbereitschaft.

## Wirtschaftliche Aspekte
Das Leistungspotenzial wird im Rahmen der Leistungserstellung (Produktion) vom externen Faktor aktiviert und kann vom Dienstleister durch Dienstleistungsmanagement unabhängig vom Nachfrager gestaltet, gesteuert und entwickelt werden. Der Kunde, Dritte oder deren Wirtschaftsobjekte werden in den Produktionsprozess integriert. Der Produktionsprozess (im Dienstleistungssektor besser: Leistungserstellungsprozess) ist ein Unternehmensprozess, der unter Mitwirkung des Kunden stattfindet und durch ihn ausgelöst wird.
Voraussetzung für die Inanspruchnahme einer Dienstleistung durch den Nachfrager ist die Bereitschaft und die Fähigkeit des Dienstleisters, die Dienstleistung zu erbringen, wofür er ein Leistungspotenzial (Gebäude, Personal) bereithalten muss. Bei der Erstellung der Dienstleistung wird der externe Faktor (Kunde und/oder Dritter und Wirtschaftsobjekt) einer Transformation unterzogen.

## Humankapital
Als Humankapital wird in der Betriebswirtschaftslehre das Leistungspotential bezeichnet, das Mitarbeiter eines Unternehmens einbringen oder bieten könnten. Auch in der Volkswirtschaftslehre ist Humankapital das durch ausgebildete und qualifizierte Arbeitskräfte repräsentierte Leistungspotential der Bevölkerung (Arbeitsvermögen). Entsprechend ist das Humanvermögen die Summe aller Leistungspotenziale, die einem Unternehmen durch sein Personal zur Verfügung steht.
Milton Friedman fügte 1957 dem Vermögensbegriff noch das Arbeitsvermögen (englisch human capital) als Vermögen in Gestalt menschlicher Kenntnisse und Qualifikationen hinzu. Arbeitsvermögen stellt somit die abgezinsten, in Geld bewerteten Fähigkeiten einer Arbeitskraft dar, Einkommen zu erzielen.